# 泛太平洋大學聯盟
泛太平洋大學聯盟 （英語：Pan-Pacific University League，簡稱：PPUL） ，簡稱泛太聯，為國立東華大學、國立宜蘭大學、國立臺東大學、慈濟大學、佛光大學、國立臺灣海洋大學、國立屏東大學、淡江大學八大學府共同組成之學術聯盟。

## 歷史
2014年11月22日，國立東華大學、國立宜蘭大學、國立臺東大學、慈濟大學、佛光大學共五座環太平洋高等學府於慈濟大學共同發起簽署「泛太平洋大學聯盟合作協議書」，聯盟正式成立。 正式結盟後，不論在研究、教學，乃至產學領域的合作與交流，五所學校教育資源將產生最大效益，進而提高教育品質，提升人才競爭力。並持續與國際大學交流，未來朝向與韓國、日本，以及關島等地之環太平洋國家大學結盟。
2018年10月16日，泛太聯與經濟部中央地質調查所共同簽署合作交流備忘錄（MOU）。 2021年10月21日，國立臺灣海洋大學正式批准加入聯盟。 2022年11月18日，國立屏東大學正式批准加入聯盟。 2023年10月4日，淡江大學正式批准加入聯盟。

## 各校特色
- 國立東華大學，創立於1994年，2008年合併花教大，是東臺灣規模最大的綜合大學。
- 國立宜蘭大學，創立於1926年，前身為臺北州立宜蘭農林學校，以農學立校。
- 國立臺東大學，創立於1948年，前身為省立臺東師範學校，以教育學立校。
- 佛光大學，創立於2000年，前身為佛光人文社會學院，以人文社會科學立校。
- 慈濟大學，1994年成立，前身為慈濟醫學院，以醫學立校。
- 國立臺灣海洋大學，1953年成立，前身為臺灣省立海事專科學校，以海洋學立校。
- 國立屏東大學，創立於1940年，前身為臺灣總督府屏東師範學校，2014年合併國立屏東商業技術學院。
- 淡江大學，1950年成立，前身為淡江英語專科學校，以外國語文立校。